# 알파 뱅그라
알파 방구라(Alpha Bangura, 1985년 2월 4일 ~)는 전 한국 프로 농구 인천 전자랜드 엘리펀츠 소속 농구 선수이다.